# Lányi Lala
Lányi Lajos vagy művésznevén Lányi Lala (Hódmezővásárhely, 1974. május 21. –) magyar zenész, a Kozmix együttes alapító tagja.

## Magánélete
2006-ban született meg gyermeke, Benedek, akinek édesanyja Kondákor Zsófia. A gyermeket 1 éves kora óta édesapja egyedül neveli.
Diplomát szerzett a Budapesti Kommunikációs Főiskolán, majd saját zenei stúdiót alapított.

## Díjak
- MAHASZ: Aranyzsiráf, 1996
- POPCORN magazin: Az Év zenekara, 1996, 1997.
- IM magazin: A legjobb duó, 1999
- Planet Globe: Az Év zenekara, 1999
- Planet Globe: Az Év dala: Kozmix a Házban, 1999
- Viva Comet: Év zenekara jelölés

## Kozmix
Lányi Lala 1995-ben alapította meg a Kozmix zenekart HoZsóval és Vitaminnal, hogy rave és happy hardcore zenét csináljanak. Az együttest a magyar Scooternek is nevezték. Első áttörésüket a Gyöngyhajú lány című feldolgozással érték el.